# Llista de Creus de Sant Jordi/2003

#### Persones
Informació actualitzada per un bot. Els canvis manuals es perdran quan s'actualitzi!
| Persona                             | Wikidata  | Descripció                                                            | Ocupació                                                | Imatge |
| ----------------------------------- | --------- | --------------------------------------------------------------------- | ------------------------------------------------------- | ------ |
| Sebastià Serrano Farrera            | Q3391884  | és un lingüista i professor de teoria de la comunicació i lingüística | escriptor lingüista                                     |        |
| Manuel Riu i Riu                    | Q3754302  | historiador, investigador, escriptor, catedràtic i arqueòleg català   | professor d'universitat historiador escriptor arqueòleg |        |
| José Ángel Ezcurra Carrillo         | Q4892944  | periodista espanyol                                                   | periodista                                              |        |
| Maria Encarnació Roca i Trias       | Q5489053  | jurista catalana                                                      | jurista magistrat professor d'universitat escriptor     |        |
| Josep Lladonosa i Giró              | Q6280468  | cuiner català                                                         | cuiner escriptor                                        |        |
| Carles Viver i Pi-Sunyer            | Q8263609  | jurista i docent català                                               | professor d'universitat jurista magistrat escriptor     |        |
| Climent Garau Arbona                | Q8346933  | farmacèutic i polític mallorquí                                       | farmacèutic polític activista pels drets lingüistics    |        |
| Henry Ettinghausen                  | Q9002952  | catalanòfil i hispanista britànic                                     | lingüista hispanista                                    |        |
| Jordi Font i Rodon                  | Q9012673  | psiquiatre i religiós català                                          | psiquiatre metge sacerdot catòlic                       |        |
| Montserrat de Salvador i Deop       | Q9034916  | actriu catalana                                                       | actor                                                   |        |
| Núria Tortras Planas                | Q9051343  | artista                                                               | escultor                                                |        |
| Joan Antoni Solans Huguet           | Q11684860 | arquitecte català                                                     | arquitecte urbanista                                    |        |
| Eduardo Foncillas Casaus            | Q11918096 | diplomàtic espanyol                                                   | diplomàtic                                              |        |
| Ignasi Aragó i Mitjans              | Q11926446 |                                                                       | metge                                                   |        |
| Irene Vázquez Mier                  | Q11926842 | psicòloga espanyola                                                   | psicòleg                                                |        |
| Jana Balacciu Matei                 | Q11927170 | traductora i filòloga romanesa                                        | traductor                                               |        |
| Jaume Vilalta i Gonzàlez            | Q11927384 | advocat català                                                        | empresari advocat editor activista cultural             |        |
| Joan Palau Francàs                  | Q11927881 |                                                                       | dirigent esportiu                                       |        |
| Jordi Sans i Sabrafen               | Q11928363 | metge català                                                          | metge catedràtic                                        |        |
| Josep Maria Figueras i Anmella      | Q11928690 |                                                                       | metge                                                   |        |
| Pedro Nueno Iniesta                 | Q11940729 | enginyer espanyol                                                     | enginyer                                                |        |
| Pere Vicens i Rahola                | Q11941071 | editor català                                                         | editor                                                  |        |
| Ramon Miquel i Ballart              | Q11944624 | empresari espanyol                                                    | empresari                                               |        |
| Romà Sol i Clot                     | Q11946186 | Advocat lleidatà (1927-2009)                                          | historiador jurista advocat                             |        |
| Xavier Folch i Recasens             | Q11955303 | editor, escriptor i polític català                                    | empresari polític editor escriptor                      |        |
| Jordi Clos Llombart                 | Q15900811 | empresari català                                                      | empresari                                               |        |
| Joaquim Arenas i Sampera            | Q16169496 | pedagog i escriptor català                                            | pedagog escriptor assagista                             |        |
| David Bagué i Soler                 | Q16173458 | constructor (lutier) d'instruments de corda català                    | lutier fabricant d'instruments musicals                 |        |
| Antoni Bayés i de Luna              | Q16176038 | metge català                                                          | cardiòleg professor d'universitat metge                 |        |
| Marina Bru i Purón                  | Q16180718 | periodista espanyola                                                  | periodista                                              |        |
| Pere Lluís i Font                   | Q16976774 | filòsof català                                                        | filòsof professor d'universitat escriptor               |        |
| Pere Llorens i Lorente              | Q17032536 | empresari català                                                      | empresari                                               |        |
| Josep Maria Bach i Voltas           | Q19288667 | enginyer català                                                       | enginyer                                                |        |
| Jaume Vallcorba i Rocosa            | Q19289095 | enginyer i lingüista català                                           | lingüista enginyer                                      |        |
| Mercè Pla i Cid                     | Q19301179 | activista catalana                                                    | activista                                               |        |
| Narcís Sayrach i Fatjó dels Xiprers | Q19301327 | historiador espanyol                                                  | historiador                                             |        |
| Simeó Selga i Ubach                 | Q19301883 | metge català                                                          | pediatre polític professor                              |        |
| Nadala Batiste i Llorens            | Q19516528 | actriu espanyola                                                      | actor                                                   |        |
| Antoni Mir i Fullana                | Q19997874 | filòleg i promotor cultural mallorquí                                 | filòleg                                                 |        |
| Ko Tazawa                           | Q20101907 | traductor japonès                                                     | traductor filòleg escriptor                             |        |

#### Entitats
Informació actualitzada per un bot. Els canvis manuals es perdran quan s'actualitzi!
| Entitat                                                 | Wikidata  | Descripció | Imatge |
| ------------------------------------------------------- | --------- | --- | ------ |
| Associació d'Escriptors en Llengua Catalana             | Q2867228  | associació cultural catalana |        |
| Agrupació Barça Jugadors                                | Q8191792  | |        |
| La Salle Campus Barcelona                               | Q9018931  | |        |
| Associació Catalana d'Expresos Polítics del Franquisme  | Q11906960 | entitat de memòria històrica |        |
| Consell de Col·legis d'Advocats de Catalunya            | Q11915329 | |        |
| Medicus Mundi Catalunya                                 | Q11936313 | |        |
| Taller de Músics                                        | Q11950832 | escola de música de Barcelona |        |
| Associació Cultural dels Raiers de la Noguera Pallaresa | Q16171894 | |        |
| Associació de Publicacions Periòdiques en Català        | Q16171997 | associació de publicacions escrites en català |        |
| Centre Catòlic de Sants                                 | Q16188412 | |        |
| Fundació Carulla                                        | Q17300780 | fundació creada el 1973 per iniciativa de Lluís Carulla i Canals i Maria Font de Carulla, amb el nom originari de Fundació Jaume I, que treballa per promoure la llengua, la cultura i els valors que configuren la societat catalana |        |
| Associació Comarcal Urgell d'Ajuda al Minusvàlid        | Q20100298 | |        |
| Foment de la Sardana de Banyoles                        | Q20100580 | |        |
| Associació de Veïns Sant Joan de Llefià-Gran Sol        | Q21789992 | |        |
| Construcció i Afins de la UGT de Catalunya              | Q79757852 | |        |